# Rosa clinophylla
Rosa clinophylla es una especie de planta del género Rosa, de la familia Rosaceae.

## Taxonomía
Rosa clinophylla fue descrita por Thory en 1817.

## Distribución
Se encuentra en el territorio del subcontinente indio e Indochina.